# بی‌فرزندی

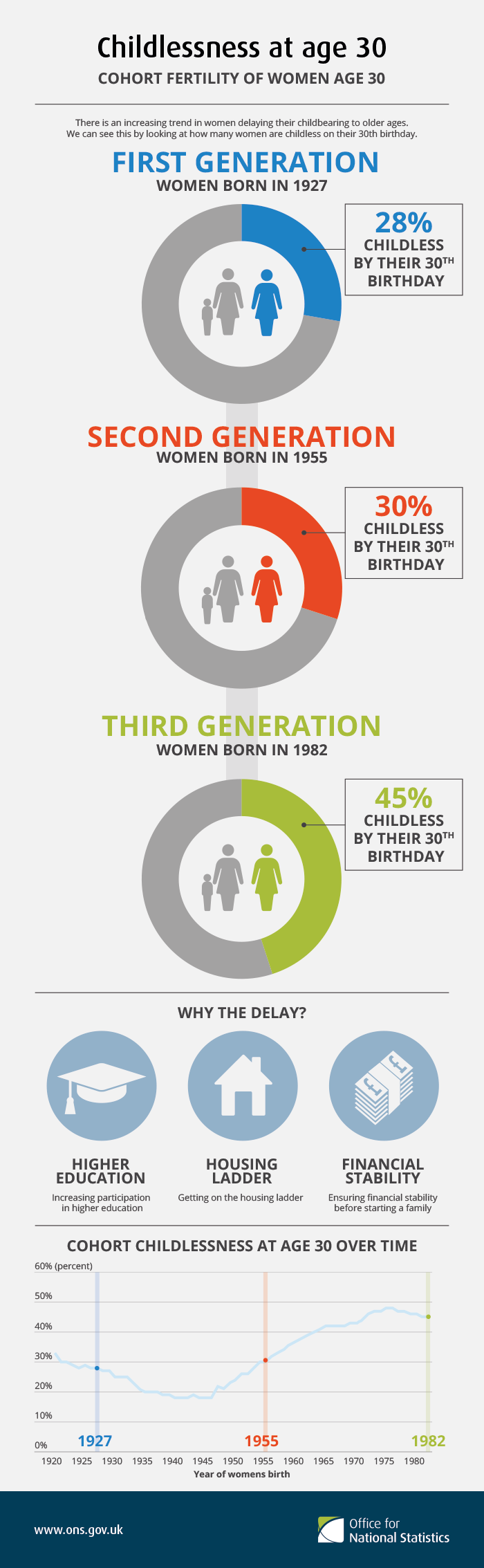
بی فرزندی در ۳۰ سالگی

بی فرزندی (به انگلیسی: Childlessness)، حالت بچهدار نشدن است. بی‌فرزندی ممکن است اهمیت شخصی، اجتماعی یا سیاسی داشته باشد.
بی‌فرزندی، که ممکن است بر حسب انتخاب یا شرایط باشد، از بی‌فرزندی داوطلبانه، که به آن «بی‌فرزندی آزادانه» نیز می‌گویند، که به صورت داوطلبانه بدون فرزند است، و از تولدستیزی که در آن بی‌فرزندی ترویج می‌شود، متمایز می‌شود.
شمار افراد بالای ۵۰ سال در بریتانیا بدون فرزند بزرگسال در سال ۲۰۲۳، نزدیک ۲۰ درصد گزارش شده‌است.

پس از یک نرخ نسبتاً پایدار زاد و ولد به مدت سی سال، تعداد تولدهای زنده به ازای هر ۱۰۰ زن ۱۵ تا ۴۴ ساله از سال ۲۰۰۸ کاهش یافت و نرخ‌های پایینی ثبت شد.